# Alegoria Cnoty i Zazdrości
Alegoria Cnoty i Zazdrości – rysunek wykonany przez Leonarda da Vinci. Znajduje się w Christ Church College w Oksfordzie.
Rysunek jest owocem epidemii dżumy, której Leonardo był świadkiem w czasie pobytu w Mediolanie. Wówczas nasuwały mu się na myśl różne refleksje, których efektem były liczne alegorie.
Cnota i Zazdrość są ukazane jako para splecionych ciał. Z podpisu pod rysunkiem wynika, że Cnota jest kobietą (rodzi Zazdrość), ale nie ma na nim ukazanych fizycznych cech tej płci. Ułożenie postaci kojarzy się ze stosunkiem płciowym, czy też porodem. Rysunek jest podobny do studium rysunku anatomicznego z Windsoru, przedstawiającego parę podczas aktu płciowego.
Rysunek symbolizuje nieodłącznym związku przeciwieństw, ukazując to za pośrednictwem obrazu o zabarwieniu erotycznym. Leonardo podpisał dzieło: W chwili, gdy rodzi się Cnota, sama rodzi Zazdrość przeciwko sobie, prędzej bowiem znajdziecie ciało bez cienia, niż cnotę bez zazdrości. Gałązka oliwna uwiera Zazdrość w oko, a wawrzyn lub mirta ucho. Kłujące rośliny symbolizują prawdę i zwycięstwo, które przeszkadzają Zazdrości.